# Adolf Ehrlich

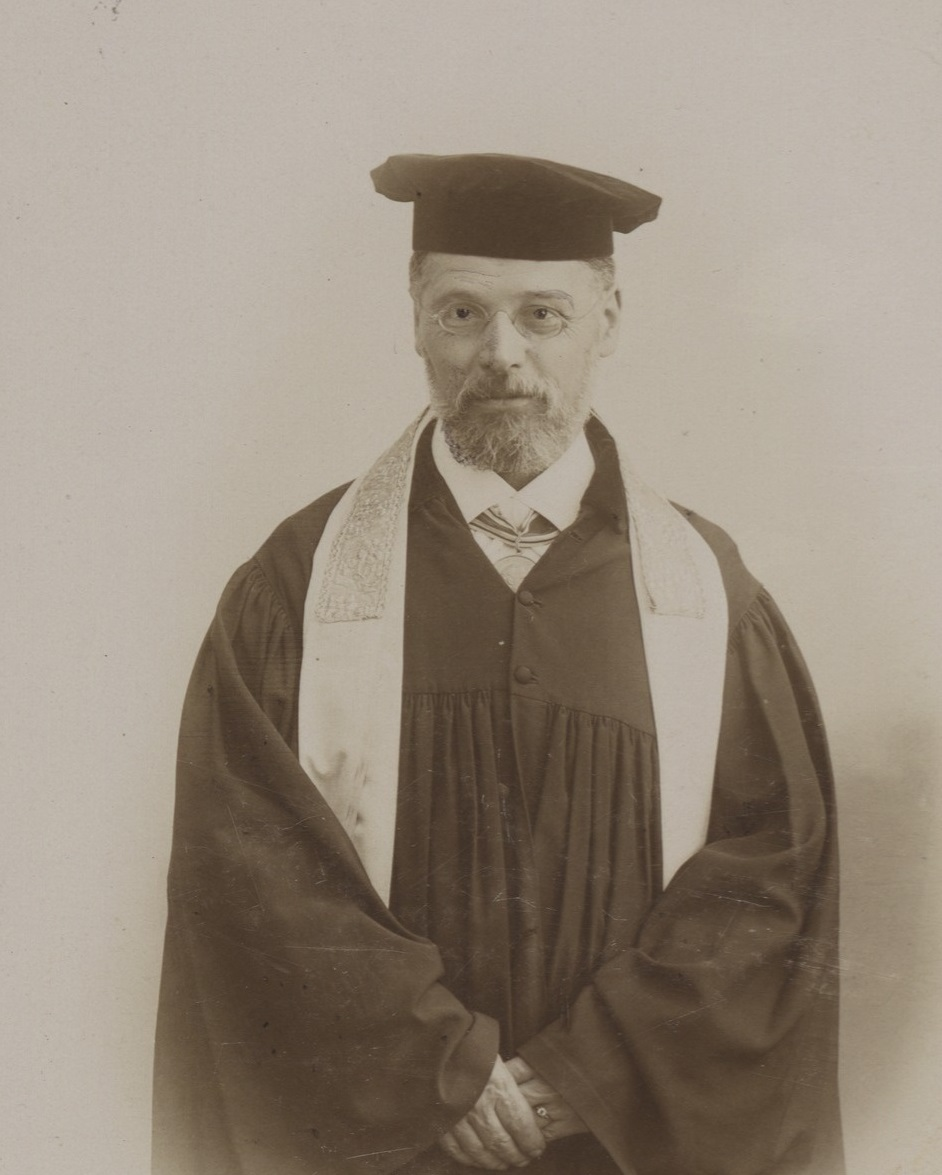
Adolf Ehrlich (1896)

 Adolf Ehrlich  (geb. 20. September 1837 in Jelgava, Kurland; gest. 7. März 1913 in Tilsit, hebr. Vornamen: Abraham-Abele אברהם אבלי אדולף ארליך) war ein deutscher Rabbiner und Lehrer in Lettland und Ostpreußen und ein führender Rabbiner der kurländischen jüdischen Gemeinde.

## Leben
Avraham Ben-Aharon Ben-Zion Ehrlich wurde in Jelgava (Mitau), Gouvernement Kurland, Russisches Kaiserreich, in eine deutschsprachige Familie geboren. Seine Eltern erzogen ihre Kinder nach „Derech Eretz“ (eine Verhaltenslehre nach der Philosophie von Samson Raphael Hirsch, die orthodoxe jüdische Lehre mit moderner Alltagswelt in Einklang zu bringen versucht). Besuch der öffentlichen Schule in Mitau und religiöse Ausbildung im Talmud durch seinen Großvater mütterlicherseits. Ab 1858 unterrichtete er an der jüdischen Schule in Jaunjelgava (Friedrichstadt). 1861 ging er nach Berlin zum Friedrichsgymnasium. Er studierte ab 1865 Philosophie an der Universität in Berlin und legte 1868 in Halle seine Promotionsschrift „De iudicio ab Aristotele de re publica Platonica facto“ vor.
Ab 1870 unterrichtete er an der jüdischen Schule in Berlin. Eineinhalb Jahre war er Rabbiner in Neidenburg, Ostpreußen. 1872 wurde er zum Oberrabbiner von Riga gewählt, aber darin nicht bestätigt. Ab 1876 wurde er von der russischen Regierung 20 Jahre lang als Leiter der Jüdischen Schule in Riga eingesetzt. Von 1903 bis zu seinem Ruhestand im Jahre 1912 war er Rabbiner der jüdischen Gemeinde in Tilsit. Er war verheiratet mit Nannette geb. Jacobi, der Tochter von Mayer Jacobi und Sarah Miriam geborene Goldberg; ihr Bruder Hosea Jacobi war der Oberrabbiner von Zagreb (quasi von Jugoslawien).
Sein Enkel ist der israelische Komponist Abel Ehrlich.